# 岡山県道362号位田飯岡線
岡山県道362号位田飯岡線（おかやまけんどう362ごう いでんゆうかせん）は、岡山県美作市から久米郡美咲町に至る一般県道である。

## 概要
美作市位田と久米郡美咲町飯岡を結ぶ。

### 路線データ
- 起点：岡山県美作市位田（岡山県道349号吉ヶ原美作線交点）
- 終点：岡山県久米郡美咲町飯岡（岡山県道26号津山柵原線・岡山県道703号備前柵原自転車道線交点）

## 路線状況

### 重複区間
- 岡山県道379号百々樫村線（美作市安蘇）

## 地理

### 通過する自治体
- 岡山県
  - 美作市 - 久米郡美咲町

### 交差する道路
| 交差する道路                                                                       | 市町村名 | 市町村名 | 交差する場所 | 交差する場所 |
| ---------------------------------------------------------------------------------- | -------- | -------- | ------------ | ------------ |
| 岡山県道349号吉ヶ原美作線                                                          | 美作市   | 美作市   | 位田         | 起点         |
| 美作市道畑沖位田線 / 国道374号方面 美作市道位田金原線 / 美作岡山道路湯郷温泉IC方面 | 美作市   | 美作市   | 位田         |              |
| 岡山県道379号百々樫村線 重複区間起点                                               | 美作市   | 美作市   | 安蘇         |              |
| 岡山県道379号百々樫村線 重複区間終点                                               | 美作市   | 美作市   | 安蘇         |              |
| 岡山県道26号津山柵原線 岡山県道703号備前柵原自転車道線                             | 久米郡   | 美咲町   | 飯岡         | 終点         |

### 沿線
- 吉井川
- 岡山県立北部高等技術専門校美作校
- 下山簡易郵便局